# (765) Mattiaca
(765) Mattiaca es un asteroide perteneciente al cinturón de asteroides descubierto el 26 de septiembre de 1913 por Franz Heinrich Kaiser desde el observatorio de Heidelberg-Königstuhl, Alemania.
Está nombrado por el nombre romano de Wiesbaden.